# Península Tarkhankut

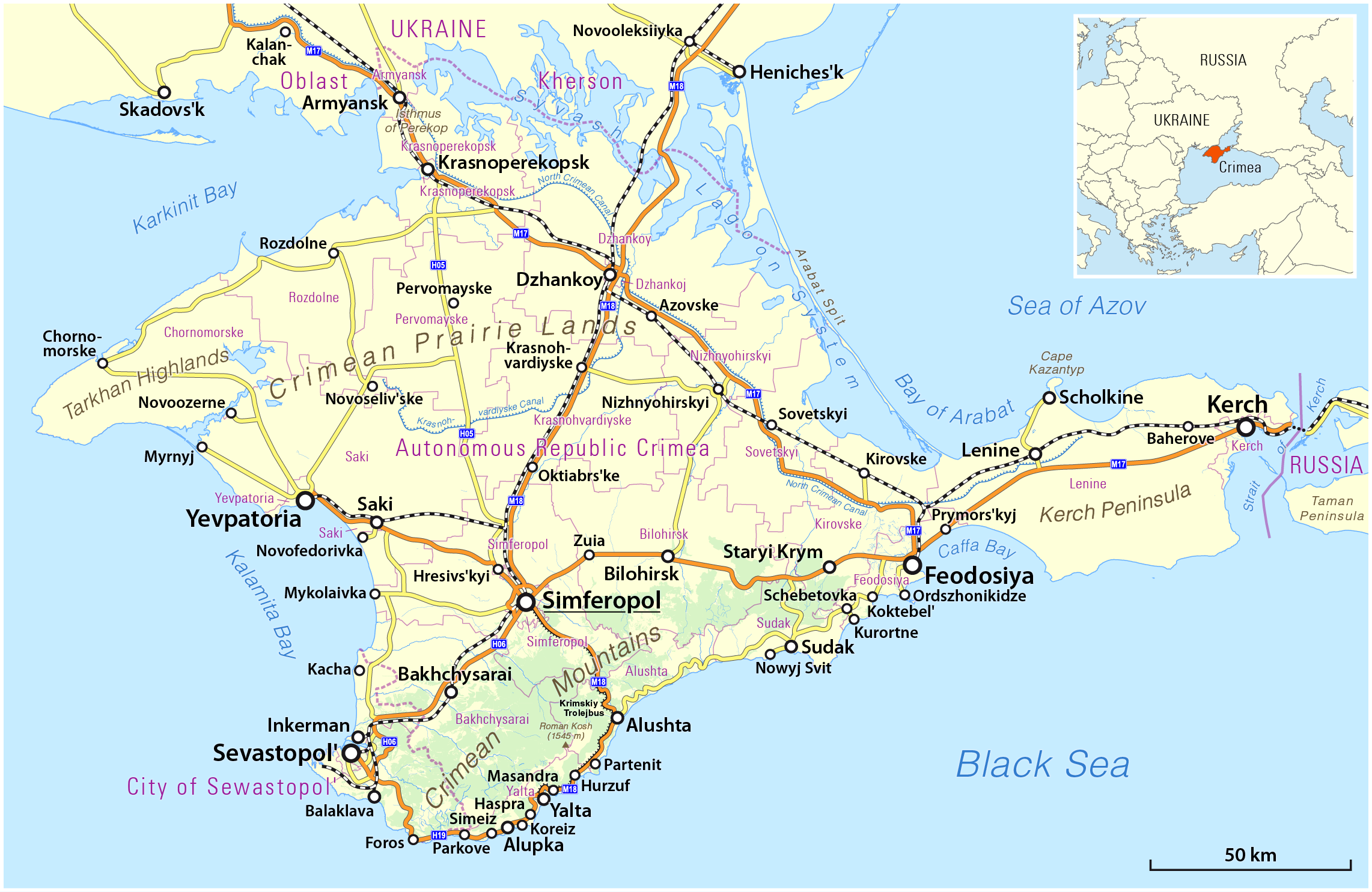
Crimeia

A Península Tarkhankut (em ucraniano:  Тарханкутський півострів, em russo:  Тарханкутский полуостров, em tártaro da Crimeia:  Tarhanqut yarımadası) é a península que constitui a extremidade ocidental da Crimeia no Mar Negro. A sua costa norte faz parte do sul da baía de Karkinit.

## Cabo Tarkhankut
O Cabo Tarkhankut é um cabo do sudoeste da Península de Tarkhankut, na Crimeia. O farol de Tarkhankut está localizado no cabo.